# Pieve (Francia)
Pieve (in corso A Pieve) è un comune francese di 125 abitanti situato nel dipartimento dell'Alta Corsica nella regione della Corsica.

## Società

### Evoluzione demografica
Abitanti censiti